# Imjin
Il fiume Himjin (Hangŭl: 임진강 in Corea del Sud), o fiume Rimjin (Hangŭl: 림진강 in Corea del Nord) è considerato il settimo fiume più lungo nella penisola coreana. Scorre da nord a sud, attraversa la zona demilitarizzata coreana e confluisce nel fiume Han nei pressi di Seul, vicino al Mar Giallo. Da notare che il fiume non è stato nominato dopo la Guerra Imjin nel tardo XVI secolo.

## Storia
Il fiume Rimjin è stato il sito di due grandi battaglie: quella del 1592 durante l'invasione di Toyotomi Hideyoshi nella guerra Imjin, durata sette anni, e quella del 1951 avvenuta durante la Guerra di Corea.

### Zona d'utilizzazione riunita
Il 4 novembre 2018, una squadra di 20 componenti, 10 nordcoreani e 10 sudcoreani, hanno iniziato un'indagine inter-coreana intesa a guidare lo sviluppo della Zona d'Utilizzazione Riunita insieme all'estuario del fiume Imjin. La Zona permetterebbe ai cittadini di accedere all'estuario per turismo, protezione ecologica e la raccolta di costruzione aggregata sotto la protezione dell'esercito di entrambe le parti del confine coreano. Il 5 novembre 2018, i consigli delle province sudcoreane di Gangwon e Gyeonggi, confinanti nella ZUR, hanno firmato un "accordo di lavori di pace" alla Stazione di Dorasan a Paju, dando l'approvazione locale alla Zona d'Utilizzazione Riunita. L'indagine inter-coreana dell'estuario del fiume Imjin è stato completato il 9 dicembre 2018. La nuova mappa dell'estuario del fiume, consistente in barriere recentemente scoperte, è stata pubblicata il 25 gennaio 2019.

## Caratteristiche
Il canale attivo del fiume Imjin utilizza solamente circa una cinquantina di metri della larghezza complessiva del letto del fiume (370m), che è delimitato da rive rocciose quasi verticali che si alzano circa 23m al di sopra del livello medio dell'acqua nella stagione secca. Tuttavia durante la stagione delle piogge di luglio e agosto, il fiume Imjin diventa un torrente impetuoso, in buona parte confinato dalle sue rive scoscese. Alimentato dei suoi affluenti principali e da tanti brevi torrenti di montagna, raggiunge livelli di piena che sono 15m al di sopra del livello medio e una velocità di 6 m/s. Queste caratteristiche hanno portato il fiume a salire in certe occasioni anche più velocemente di 1,8 m/ora.
Durante il severo inverno coreano, venti ghiacciati soffiano lungo il fiume e le basse temperature causano le formazione di ghiaccio sull'acqua. Fluttuazioni nel livello del fiume, in particolare le condizioni di bassa marea, rompono questo ghiaccio e grandi quantità di ghiaccio galleggiante si accumulano contro ogni ostacolo lungo il canale.
L'Imjin è stato soprannominato in Corea del Sud il "fiume della morte" a causa del gran numero di cadaveri che in passato sono arrivati galleggiando dal Nord. L'ultimo episodio è accaduto durante la grande carestia degli anni 1990 quando si stima che milioni di nord coreani siano morti di fame.

## Nella cultura di massa
Nel romanzo M*A*S*H, l'ospedale da campo 4077° MASH (detto il Doppio Naturale) si trova vicino a un ramo del fiume Rimjin.